# Luca (Protopapa Remix)
Luca (Protopapa Remix) è un singolo della cantante italiana Raffaella Carrà, pubblicato il 23 giugno 2022. 

## Descrizione
Si tratta di un remix di Protopapa del brano Luca tratto dall'album Raffaella del 1978. Il brano è uno dei suoi pezzi più conosciuti e apprezzati.
La canzone è stata pubblicata in tutte le piattaforme digitali. La Sony Music per l'occasione mise molti schermi parsi per tutta Italia con il codice QR per scaricare la canzone è per ascoltare le altre canzoni più conosciute dell'artista.